# 優素福·阿克楚拉
優素福·阿克楚拉（韃靼語：Йосыф Акчура，1876年12月2日－1935年3月11日），奧斯曼帝國後期伏爾加韃靼人知識分子和政治活動家。

## 生平
阿克楚拉生於伏爾加河畔的烏里揚諾夫斯克的伏爾加韃靼人家庭，他7歲時與家人流亡至土耳其。他在伊斯坦布爾受教育並在1895年進入軍事學院。但因被指控從事煽動性的運動，被流放到利比亚西南部的費贊，未能完成總參謀部課程。
他在1899年逃亡到巴黎，在那裡他開始成為土耳其民族主義的堅定擁護者。他於1903年回到了俄羅斯，並開始在該主題的廣泛寫作，獲取了最多的關注。他在1904年寫了「三種政策」一文，最初是刊載在開羅的雜誌〈土耳其人〉，呼籲土耳其人放棄多民族的奧斯曼帝國和泛伊斯蘭主義，而是集中他們的土耳其身份。最初他的想法被斥為是一個極端思想，但该想法後來却被青年土耳其黨所接受。
隨著土耳其越來越推崇民族主義，他又創辦了雜誌Türk Yurdu，試圖成為民族主義的增長背後的知識力量。但他定義的突厥人不只是安納托利亞的土耳其人，還包括其他突厥語族民族。他在土耳其共和國初期發展成著名的泛突厥主義理論家和宣傳家，他的作品被廣泛閱讀，他也成為在伊斯坦布爾的主要大學教授之一。他在1935年逝世於伊斯坦布爾，並埋葬在伊斯坦布爾Edirnekapı烈士陵園。

## 外部連結
- English text of Akçura's 'Three Policies' * （页面存档备份，存于）
- Yusuf Akçura on his grandson's web-site (including pictures)
- İlk düşünsel kaynaklar, Semih Gümüş, Radikal Newspaper, November 2, 2007 （土耳其文）